# Tessarakonteres
El Tessarakonteres (en griego: τεσσαρακοντήρης 'cuarenta remos'), o simplemente cuarenta, fue una descomunal galera catamarán supuestamente construida en el período helenístico por Ptolomeo IV de Egipto. Fue descrita por varias fuentes antiguas, incluida una obra perdida de Calíxeno de Rodas y textos supervivientes de Ateneo y Plutarco. Según estas descripciones, respaldadas por la investigación moderna de Lionel Casson, el enorme tamaño de la embarcación la hacía poco práctica y se construyó solo como una embarcación de prestigio, en lugar de una embarcación de guerra eficaz. El nombre cuarenta no se refiere al número de remos, sino al número de remeros en cada columna de remos que lo propulsaban, y con el tamaño descrito habría sido el barco más grande construido en la antigüedad, y probablemente el más grande buque propulsado por humanos jamás construido.

## Fuentes

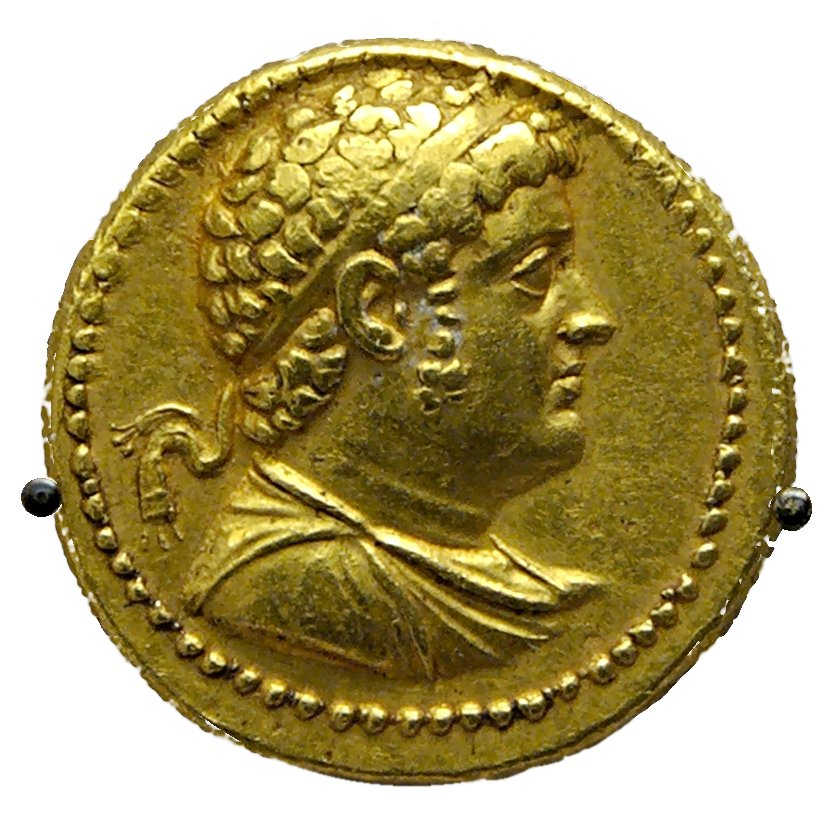
Ptolomeo IV, quien ordenó la construcción del barco.

## Configuración de los remos

Representación de la posición de los remeros en tres niveles diferentes (de arriba: thranitai, zygitai y thalamitai) en un trirreme griego.

El trirreme, una galera de tres rangos con un hombre por remo, fue el principal buque de guerra helenístico en y hasta el siglo IV a. C. En ese momento, un requisito para los barcos más pesados llevó al desarrollo de polirremes que significa 'muchos remos', aplicado a 'cuatros' (tetre- en griego, quadri- en latín) o más y 'cincos' (penta - en griego, quinque- en latín) y más tarde hasta 'decenas', la mayor que parece haber sido utilizada en batalla. Se construyeron polirremes más grandes, con Ptolomeo II Filadelfo en algún momento construyendo un 'veinte' y un 'treinta', y Ptolomeo IV construyó el 'cuarenta'.
El número máximo práctico de filas de remos que un barco podía tener logísticamente era tres (en ambos griego y latín, tri-). Más allá de tres, el número en el nombre del tipo ya no se refería al número de filas de remos (en cuanto a birremes y trirremes, respectivamente dos y tres filas de remos con un remero por remo), sino al número de remeros por vertical. sección, con varios hombres en cada remo. De hecho, el hecho de que un barco fuera designado con un número de tipo mayor no significaba que necesariamente tuviera u operara los tres rangos posibles: el cuadrirreme puede haber sido una simple evolución de un trirreme estándar, pero con dos remeros en el remo superior; también pudo haber sido un birreme con dos hombres en cada remo; o puede haber tenido una sola fila con cuatro hombres en cada remo. Las clases de barcos podían diferir en su configuración entre regiones y con el tiempo, pero en ningún caso un barco de 'cuatro' tenía cuatro filas horizontales de remos.
De las galeras utilizadas en los siglos XVI al XVIII d. C., se sabe que el número máximo de hombres que pueden operar un solo remo de manera eficiente es de ocho. Además, Casson escribe que los remos tenían la longitud adecuada para no más de ocho remeros.
Mención por Calíxeno del thranite de cuarenta (el nivel más alto de remo de un trirreme) remos conduce a Casson para determinar que el cuarenta tenía tres filas. Señala el límite práctico de ocho remeros por remo, lo que da una clase de tamaño máximo de veinticuatro, así como la necesidad de una cubierta mucho más grande que la que podría proporcionar un barco para acomodar el número informado de marines. Combinado con la descripción de Calíxeno del barco que tiene dos cabezas y dos popas, Casson sugiere que el cuarenta debe haber sido un catamarán formado por dos veinte de tres rangos unidos por una cubierta. Cada columna o sección del barco estaría compuesta por veinte remeros; quizás ocho remeros en el rango superior de cada sección, siete en el medio y cinco en el rango inferior.

## Especificaciones

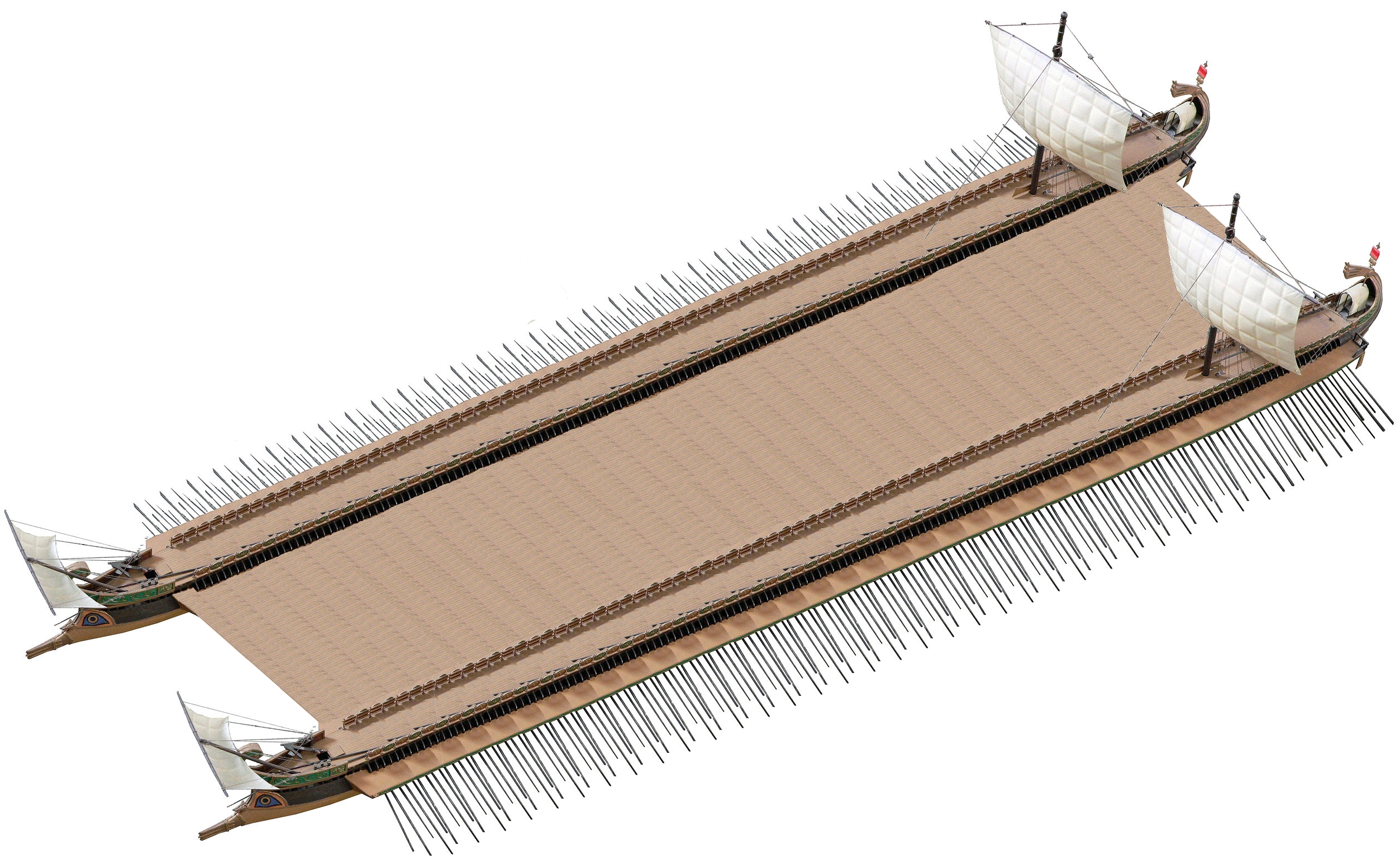
Ilustración especulativa del Tessarakonteres con cascos de catamarán, como sugiere Casson.

Como catamarán de dos veinte con 4.000 remeros, habría 2.000 por casco y por tanto 1.000 por bando. La longitud de 130 m permitiría un amplio espacio para las 50 secciones verticales de tres remos cada una, con cada sección vertical con capacidad para 20 remeros. Así habría 150 remos por lado. Casson ha sugerido que era posible que los dos lados internos no estuvieran equipados con remos y que los remeros actuaran como tripulación de reserva para los del lado exterior, por lo que el cuarenta habrían tenido 300 o 600 remos.

### Detalles
Fuente:
- Longitud: 280 codos, 420 pies (128 m)
- Haz: 38 codos, 57 pies (17,4 m) (por casco de catamarán si Casson tiene razón)
- Altura desde la línea de flotación hasta la punta de la popa: 53 codos, 79,5 pies (24,2 m)
- Altura desde la línea de flotación hasta la punta de la proa: 48 codos, 72 pies (21,9 m)
- Longitud de los remos de dirección (4): 30 codos, 45 pies (13,7 m)
- Remos de remo más largos: 38 codos, 57 pies (17,4 m)
- Remeros: 4000
- Oficiales, marineros, marineros: 400
- Infantes de marina: 2.850

### Uso
Tenía siete arietes navales, con uno principal, y la cubierta habría proporcionado una plataforma estable para catapultas que a menudo estaban montadas en supergaleas. Sin embargo, el cuarenta probablemente fue solo una obra maestra; Plutarco describe el barco como para exhibición solamente.

### Botadura
Para botarlo, los ingenieros idearon una construcción de dique seco.

"Pero después de eso, un fenicio ideó un nuevo método para lanzarlo [el Tessarakonteres], después de haber cavado una trinchera debajo de ella, igual al barco en sí en longitud, que cavó cerca del puerto. Y en la trinchera construyó apoyos de piedra maciza de cinco codos de profundidad, y a través de ellos colocó vigas transversales, corriendo todo el ancho de la zanja, a cuatro codos de distancia entre sí; y luego haciendo un canal desde el mar llenó todo el espacio que había excavado con agua, del que sacó fácilmente el barco con la ayuda de cualquier hombre que estuviera a mano; luego cerrando la entrada que se había hecho originalmente, drenó el agua de nuevo por medio de motores [organois]; y cuando esto se había hecho, el buque descansaba firmemente sobre las vigas transversales antes mencionadas".

Se ha calculado que el muelle pudiese haber necesitado alrededor de 750.000 galones de agua para levantar la embarcación.